# Don't Cry Now
Don't Cry Now è un album della cantante statunitense Linda Ronstadt, pubblicato dall'etichetta discografica Asylum e distribuito dalla Warner nel 1973.
L'album è prodotto da John David Souther, John Boylan e Peter Asher.
Dal disco vengono tratti i singoli Love Has No Pride, Silver Threads and Golden Needles e Colorado.

## Tracce

### Lato A
1. I Can Almost See It
2. Love Has No Pride
3. Silver Threads and Golden Needles
4. Desperado
5. Don't Cry Now

### Lato B
1. Sail Away
2. Colorado
3. Mohammed's Radio
4. Everybody Loves a Winner
5. I Believe in You